# A Crus
A Crus (en gallego y oficialmente, A Cruz de Pastoriza) es una aldea española situada en la parroquia de Lema, del municipio de Arzúa, en la provincia de La Coruña, Galicia.

## Demografía
| Gráfica de evolución demográfica de A Crus entre 2000 y 2018 |
|                                                              |
| Datos según el nomenclátor publicado por el INE.             |